# Christer Lindqvist
Christer Lindqvist (* 26. Juli 1963 in Eskilstuna, Schweden) ist ein Sprachwissenschaftler und Skandinavist. Er ist derzeit Lehrstuhlinhaber für skandinavische Sprachwissenschaft am Institut für Fennistik und Skandinavistik der Universität Greifswald.

## Leben
Lindqvist studierte an der Universität Uppsala in Schweden und an der Universität Freiburg in Deutschland. Er erhielt ein Stipendium des Rotary International und des Deutschen Akademischen Austauschdienstes.
1991 promovierte er an der Universität Freiburg, worauf dann im Jahre 1997 die Habilitation für „Germanische Philologie“ und „Nordgermanische Philologie“ erfolgte. Nach Lehrstuhlvertretungen in Freiburg und Greifswald ist er seit 2000 Lehrstuhlinhaber für skandinavische Linguistik an der Universität Greifswald.

## Forschung und Lehre
Zu seinen Schwerpunkten gehören die skandinavischen Sprachen, d. h. Dänisch, Isländisch, Norwegisch (Bokmål, Nynorsk), Schwedisch und Färöisch sowie Norn, das bis ins 18. Jahrhundert auf den Orkney-Inseln und Shetland-Inseln gesprochen wurde. Des Weiteren gehören dazu die Phonologie und Orthographie aller skandinavischen Sprachen, die vergleichende Sprachwissenschaft, Sprachwandel, Übersetzungstheorie und Sprachideologie.

## Schriften (Auswahl)
- (1994): Zur Entstehung von Präpositionen im Deutschen und Schwedischen [= LA 311]. Tübingen: Niemeyer
- (2001): Skandinavische Schriftsysteme im Vergleich [= LA 430]. Tübingen: Niemeyer
- (2007): Schwedische Phonetik für Deutschsprachige (inklusive CD). Hamburg: Helmut Buske Verlag
- (2007) (Hrsg.): Hochdeutsch in Skandinavien III. III. Internationales Symposium, 24.–25. Mai 2002, Greifswald, unter Mitwirkung von John Ole Askedal und Otto Erlend Nordgreen [= Osloer Beiträge zur Germanistik 38]. Frankfurt a. M. [u. a.]: Peter Lang